# Endotrichella boutaniana
Endotrichella boutaniana är en bladmossart som beskrevs av Brotherus och Jean Édouard Gabriel Narcisse Paris 1908. Endotrichella boutaniana ingår i släktet Endotrichella, klassen egentliga bladmossor, divisionen bladmossor och riket växter. Inga underarter finns listade i Catalogue of Life.